# Doug Hutchison
Doug Anthony Hutchison (n. 26 mai 1960) este un actor american, cunoscut în principal pentru jucarea rolurilor de personaje antagoniste.

## Filmografie

### Film
| An   | Titlu                 | Rol                            | Note                                                                      |
| ---- | --------------------- | ------------------------------ | ------------------------------------------------------------------------- |
| 1988 | Fresh Horses          | Sproles                        |                                                                           |
| 1988 | The Chocolate War     | Obie Jameson                   |                                                                           |
| 1992 | The Lawnmower Man     | Security Tech                  |                                                                           |
| 1996 | A Time To Kill        | Pete Willard                   |                                                                           |
| 1996 | Love Always           | James                          |                                                                           |
| 1997 | Con Air               | Donald                         |                                                                           |
| 1997 | Batman & Robin        | Golum                          |                                                                           |
| 1999 | The Green Mile        | Percy Wetmore                  | Nominalizare — Satellite Award for Best Supporting Actor – Motion Picture |
| 2000 | Shaft                 | Plane Door Opener              |                                                                           |
| 2000 | Bait                  | Bristol                        |                                                                           |
| 2001 | I Am Sam              | Ifty                           |                                                                           |
| 2002 | The Salton Sea        | Gus Morgan                     |                                                                           |
| 2002 | No Good Deed          | Hoop                           |                                                                           |
| 2007 | Moola                 | JT Montgomery                  |                                                                           |
| 2008 | The Burrowers         | Henry Victor                   |                                                                           |
| 2008 | Punisher: War Zone    | James "Looney Bin Jim" Russoti |                                                                           |
| 2008 | Days of Wrath         | Vadim                          |                                                                           |
| 2009 | Give 'em Hell, Malone | Matchstick                     |                                                                           |

### Televiziune
| An        | Titlu                             | Rol                      | Note                         |
| --------- | --------------------------------- | ------------------------ | ---------------------------- |
| 1993–1994 | The X-Files                       | Eugene Victor Tooms      | 2 episoade                   |
| 1994      | Party of Five                     | Loren                    | 4 episoade                   |
| 1995      | Space: Above and Beyond           | Elroy-El                 |                              |
| 1997      | Millennium                        | The Polaroid Man         |                              |
| 2001      | The Practice                      | Jackie Cahill            | 2 episoade                   |
| 2002      | CSI: Crime Scene Investigation    | Nigel Crane              | Episodul: "Stalker"          |
| 2004      | CSI: Miami                        | Dale Stahl               | Episode: "Slow Burn"         |
| 2004      | Law & Order: Special Victims Unit | Humphrey Becker          | Episodul: "Scavenger"        |
| 2006–2007 | Kidnapped                         | Schroeder / James Devere | 9 episoade                   |
| 2007–2009 | Lost                              | Horace Goodspeed         | 7 episoade                   |
| 2010      | 24                                | Davros                   | 4 episoade                   |
| 2011      | Lie to Me                         | Lane Bradley             | Episodul: "Gone, Baby, Gone" |